# Chaussan
Chaussan ist eine französische Gemeinde mit 1.215 Einwohnern (Stand: 1. Januar 2022) im Département Rhône in der Region Auvergne-Rhône-Alpes. Administrativ gehört die Gemeinde zum Arrondissement Lyon und ist Teil des Kantons Mornant.

## Geografie
Chaussan liegt etwa 20 Kilometer südwestlich von Lyon in den Monts du Lyonnais des Zentralmassivs. Die Gemeinde gehört zum Weinbaugebiet Coteaux du Lyonnais.
Die Nachbargemeinden von Chaussan sind Rontalon im Norden, Soucieu-en-Jarrest im Nordosten, Saint-Laurent-d’Agny im Osten, Mornant im Südosten, Chabanière mit der Commune deleguée Saint-Sorlin im Süden sowie Saint-André-la-Côte im Westen.

## Bevölkerungsentwicklung
| Jahr                       | 1962 | 1968 | 1975 | 1982 | 1990 | 1999 | 2006 | 2017 |
| -------------------------- | ---- | ---- | ---- | ---- | ---- | ---- | ---- | ---- |
| Einwohner                  | 382  | 389  | 417  | 545  | 625  | 933  | 945  | 1116 |
| Quellen: Cassini und INSEE |      |      |      |      |      |      |      |      |

## Sehenswürdigkeiten
- romanische Kirche Saint-Jean-Baptiste

## Weblinks

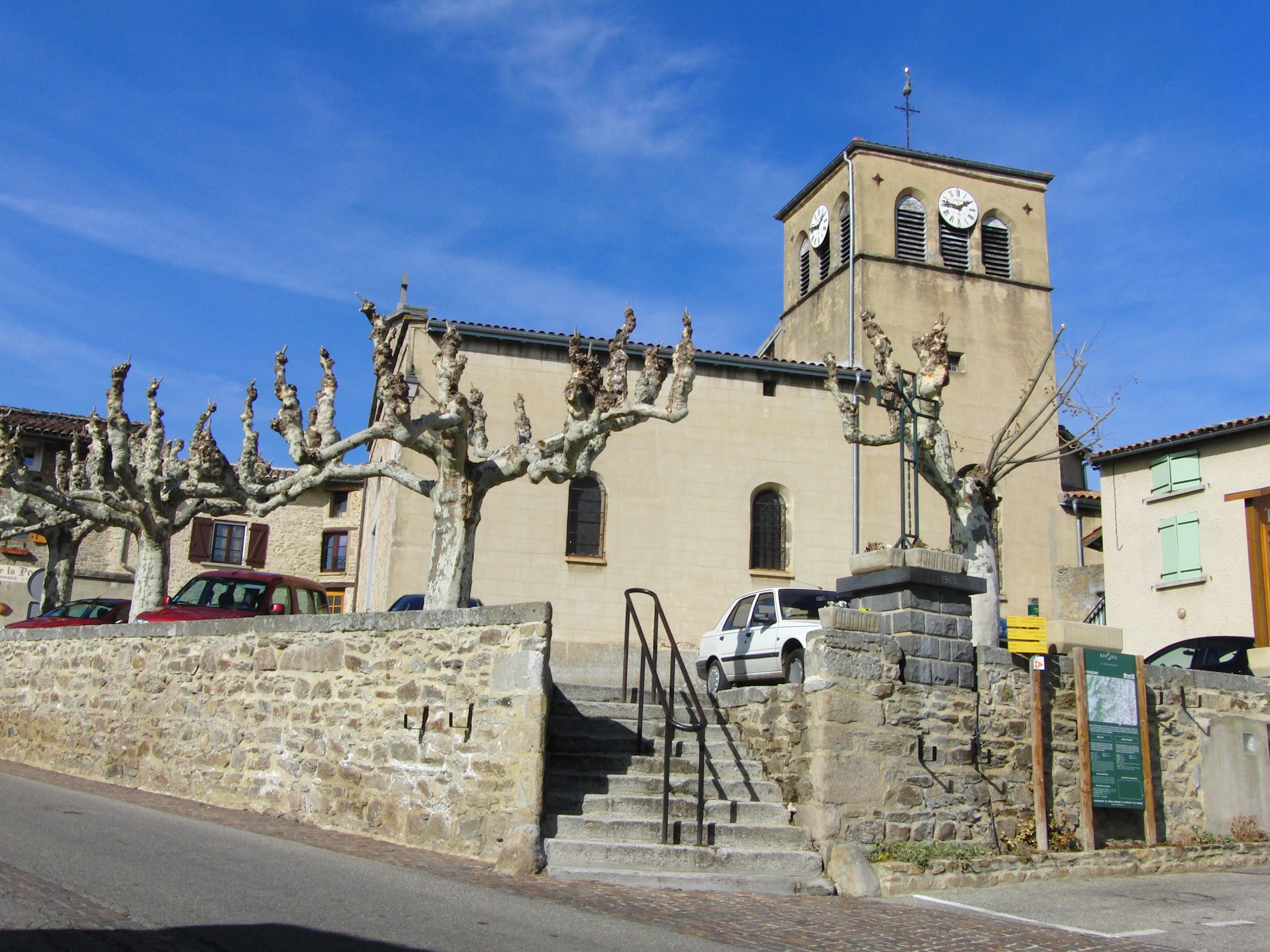
Kirche Saint-Jean-Baptiste